# Эсембаев, Ваха Мухтарович
Ва́ха Мухта́рович Эсемба́ев (4 апреля 1932, Грозный, Северо-Кавказский край — 6 июля 2014, Москва) — советский тяжелоатлет, чемпион Казахской ССР и Средней Азии, в течение 10 лет капитан сборной команды Казахстана по тяжёлой атлетике, член сборной команды СССР, первый чеченец, ставший мастером спорта СССР, тренер.

## Биография
Родился в 1932 году в Грозном в семье адвоката юридической консультации г. Грозного Мухтара Эсенбаева из кумыкского сала-узденского рода Токаевых. В 1943 году Мухтар Эсембаев был арестован НКВД и после пыток осуждён на 5 лет лагерей. Мать — чеченка Мерзоева Меспах работала начальником Госздрава Чечено-Ингушской АССР.
В 1944 году чеченцы были депортированы. Чтобы прокормить семью Эсембаеву пришлось начать трудовую деятельность. Он работал землекопом, столяром, молотобойцем, кузнецом.
После работы он с друзьями ходил в читальный зал. В журнале «Огонёк» ему попалась статья о чемпионе СССР и рекордсмене мира по тяжёлой атлетике Юрии Дуганове. Эта статья положила начало увлечению Эсембаева тяжёлой атлетикой. Штангу пришлось смастерить самому, благо в это время он работал кузнецом. Тогда ему было 15 лет. В 1948 году команда, в которую входили Эсембаев и его друзья, стала чемпионом Джамбульской области.
Его спортивная карьера давала основания для некоторых послаблений. Была возможность выехать за пределы посёлка Чулак-Тау, который он, как спецпоселенец, не имел права покидать. Из-за своего взрывного характера нередко попадал в ситуации, из которых, не будь он известным спортсменом, не смог бы выпутаться. Перед крупными соревнованиями министр внутренних дел Казахской ССР генерал Николаев давал телеграмму в спецкомендатуру Чулак-Тау — «Срочно командировать Эсембаева…».
Спортивные результаты Эсембаева быстро росли. В 1954 году стал чемпионом Казахстана и Средней Азии, затем несколько раз подтверждал своё достижение. На соревнованиях в 1955 году он уже показывал результаты на уровне всесоюзных рекордов: жим — 155 кг, рывок — 135 кг, толчок — 175 кг (всесоюзные рекорды: жим — 152,5 кг, рывок — 140 кг, толчок — 176,5 кг). Из-за его статуса «врага народа» эти результаты официально не фиксировались. Эсембаев был включён в состав сборной СССР, однако и у него, и у его друга Увайса Ахтаева возникали постоянные проблемы с выездом на соревнования. Дважды их снимали с поезда когда они направлялись на соревнования. Так произошло, например, когда они собирались выехать в Москву для подготовки к Олимпийским играм 1956 года в Мельбурне.
В 1956 году выиграл чемпионат Алма-Аты с результатом: жим — 155 кг, рывок — 130 кг, толчок — 165 кг. Таким образом, он выполнил норматив мастера спорта СССР (присвоено в 1957 году). Проблем с присвоением звания не возникло, так как отношение к спецпоселенцам к тому времени смягчилось. По причине национальной принадлежности не смог принять участие в крупном международном турнире в Китае в 1955 году. Из-за пищевого отравления не смог принять участие в спортивной программе VI Всемирного фестиваля молодёжи и студентов в Москве в 1957 году, хотя и был фаворитом этих соревнований.
Был лично знаком с известными советскими тяжелоатлетами Алексеем Медведевым, Юрием Власовым, Леонидом Жаботинским, Василием Алексеевым.
После возвращения из депортации работал на руководящих должностях в Спорткомитете ЧИАССР и ДСО «Урожай». Был преподавателем в Грозненском нефтяном институте и тренером. После начала первой чеченской войны потерял все имущество и переехал в Москву, где старые друзья-тяжелоатлеты помогли обустроиться в первое время. В Москве продолжал работать тренером, пока позволяло здоровье. Последние годы провёл в забвении, тяжело болел.

## Известные воспитанники
- Баматалиев, Аслан Вахаевич (1975) — призёр чемпионатов России, мастер спорта России международного класса.